# Lösungsenthalpie
Die Lösungsenthalpie oder Lösungswärme ist die Änderung der Enthalpie beim Lösen eines Stoffes in einem Lösungsmittel. Die Enthalpie ist – wenn man von Volumenänderungen, also mechanischer Arbeit gegen einen äußeren Druck absieht – gleich der Energie.
Die Trennung zwischen Lösungsenthalpie und Reaktionswärme ist nicht immer eindeutig möglich. So ist z. B. das Lösen von gasförmigem Chlorwasserstoff in Wasser nicht nur ein Mischvorgang, sondern gleichzeitig eine elektrolytische Dissoziation.

## Grundlagen
Die Lösungsenthalpie kann:
- negativ sein, d. h. die Lösung wird wärmer: Der Lösungsvorgang ist exotherm, Energie wird frei (z. B. beim Lösen von Natriumhydroxid in Wasser). In diesem Fall sinkt die Löslichkeit beim Erhitzen;
- nahezu null sein, d. h. die Temperatur bleibt gleich (z. B. Natriumchlorid in Wasser). In diesem Fall ist die Löslichkeit nahezu unabhängig von der Temperatur;
- positiv sein, d. h. die Lösung kühlt sich ab: Der Lösungsvorgang ist endotherm, Energie wird aufgenommen (z. B. Ammoniumnitrat in Wasser). In diesem Fall wird die Löslichkeit beim Erhitzen größer.

Die Lösungsenthalpie setzt sich (hier am Beispiel eines Salzes) zusammen aus:
- der Gitterenergie des zu lösenden Stoffes[1]
- der Bindungsenergie des Lösungsmittels (z. B. Wasserstoffbrückenbindungen zwischen Wassermolekülen)
- der Solvatationsenergie, d. h. der Energie, die bei der Anlagerung von Lösungsmittelteilchen an die Teilchen des aufgelösten Stoffs frei wird[3]

Die Löslichkeit eines Stoffes in einem Lösungsmittel wird neben der Lösungsenthalpie auch von der Lösungsentropie bestimmt.

## Beispiel für einen Lehrversuch
In drei mit gleich temperiertem Wasser gefüllten Reagenzgläsern werden folgende Chemikalien gelöst:
- 1. Reagenzglas: Ammoniumnitrat
- 2. Reagenzglas: Natriumchlorid
- 3. Reagenzglas: Natriumhydroxid

Folgende Temperaturveränderungen sind in den Reagenzgläsern zu beobachten:
Die Temperatur im ersten Reagenzglas sinkt, der Lösungsvorgang ist endotherm.
Die Temperatur im zweiten Reagenzglas bleibt etwa gleich, exotherme und endotherme Anteile sind ungefähr gleich groß (tatsächlich ist der Vorgang geringfügig endotherm).
Die Temperatur im dritten Reagenzglas steigt, der Lösungsvorgang ist exotherm.
Wenn man sich die endotherme und die exotherme Reaktion bei diesem Versuch genauer anschaut, kann man erkennen, dass in diesem Fall die endotherme Reaktion den Bruch der Bindungen zwischen den Anionen (negativ geladen) und den Kationen (positiv geladen) bedeutet. Im ersten Schritt werden also die ionischen Bindungen gebrochen, das heißt, die sich anziehenden Teilchen voneinander getrennt. Energetisch gesehen ist dieser Vorgang endotherm, da gegen die Anziehungskräfte der Teilchen gearbeitet wird.
Der zweite der beiden Teilvorgänge ist die Hydratation. Dabei lagern sich die polaren Wassermoleküle (Dipole) an die „noch freien“ Anionen und Kationen an. Energetisch gesehen ist dieser Vorgang exotherm, da die Teilchen sich aufgrund ihrer Ladung freiwillig anziehen.
Aus all diesen Vorgängen und Reaktionen setzt sich die Lösungswärme zusammen.